# Ерик (Оклахома)
Ерик (енгл. Erick) град је у америчкој савезној држави Оклахома.

## Демографија
По попису из 2010. године број становника је 1.052, што је 29 (2,8%) становника више него 2000. године.
| Група             | 2000.       | 2010.       |
| Белци             | 933 (91,2%) | 972 (92,4%) |
| Афроамериканци    | 1 (0,1%)    | 4 (0,4%)    |
| Азијати           | 2 (0,2%)    | 2 (0,2%)    |
| Хиспаноамериканци | 48 (4,7%)   | 42 (4,0%)   |
| Укупно            | 1.023       | 1.052       |